# Acetobacterium
Acetobacterium es un género de bacterias grampositivas anaerobias que pertenecen a la familia Eubacteriaceae. La especie tipo de este género es Acetobacterium woodii. El nombre, Acetobacterium, se originó porque son acetógenos, predominantemente produciendo ácido acético como subproducto del metabolismo anaeróbico. La mayoría de las especies reportadas en este género son homoacetógenos, es decir, producen únicamente ácido acético como subproducto metabólico. No deben confundirse con las bacterias Acetobacter, que son alfaproteobacterias aerobias gramnegativas.
Otros acetógenos utilizan la vía de Wood-Ljungdahl para reducir el CO o el CO2 y producir acetato, pero lo que distingue a Acetobacterium woodii y otras Acetobacterium de otros acetógenos es que conserva la energía mediante el uso de un complejo Rnf para crear un gradiente de sodio en lugar de un gradiente de protones. Esto significa que Acetobacterium woodii necesitaría sodio en su entorno para producir ATP.
Cuando se reduce el CO2 a acetato, Acetobacterium utiliza la vía de Wood-Ljungdahl con el CO2 como aceptor de electrones. Sin embargo, Acetobacterium puede usar otros aceptores de electrones como el café. Para utilizar el cafeato como aceptor de electrones, la bacteria acopla la reducción del cafeato dependiente de hidrógeno con electrones del hidrógeno y utiliza iones de sodio como iones de acoplamiento. El paso en la cadena de transporte de electrones que crea el gradiente de sodio es la reducción de NAD + dependiente de ferredoxina.
Una aplicación de Acetobacterium es que Acetobacterium woodii podría usarse en la transformación de tetraclorometano en diclorometano y dióxido de carbono mediante decloraciones reductoras, pero se desconocen las reacciones que se toman para llegar al producto final. Esta reacción es útil porque los productos, CO2 y diclorometano son menos tóxicos que el tetraclorometano. Otra aplicación de Acetobacterium woodii es que puede reducir los efectos de los gases de efecto invernadero, ya que Acetobacterium woodii se puede usar para convertir CO2 y CO en acetil-CoA, que luego podría usarse para fabricar otros productos químicos como etanol y acetato. La producción de etanol por Acetobacterium en el uso de métodos quimiolitotróficos es importante porque el etanol se puede utilizar como biocombustible. Mediante el uso del etanol producido por la bacteria, los investigadores pretenden crear una forma sostenible de generar energía.

## Especies
Contiene las siguientes especies:
- Acetobacterium bakii
- Acetobacterium carbinolicum
- Acetobacterium fimetarium
- Acetobacterium malicum
- Acetobacterium paludosum
- Acetobacterium tundrae
- Acetobacterium wieringae
- Acetobacterium woodii